# Charlemagne

Charlemagne é um vila da província de Québec no Canadá. Está situada na municipalidade regional do condado de L'Assomption e na região administrativa de Lanaudière. Faz parte da Região Metropolitana de Montreal.
Charlemagne é a cidade natal de Céline Dion e de Camille Laurin.